# Veliki Lovrečan
Veliki Lovrečan is een plaats in de gemeente Cestica in de Kroatische provincie Varaždin. De plaats telt 372 inwoners (2001).